# Presidio County
Das Presidio County ist ein County im Bundesstaat Texas der Vereinigten Staaten. Das U.S. Census Bureau hat bei der Volkszählung 2020 eine Einwohnerzahl von 6.131 ermittelt. Der Sitz der County-Verwaltung (County Seat) befindet sich in Marfa.

## Geographie
Das County liegt im Westen von Texas, grenzt im Westen und Südwesten an Mexiko und hat eine Fläche von 9988 Quadratkilometern, wovon 2 Quadratkilometer Wasserfläche sind. Es grenzt im Uhrzeigersinn an folgende Countys: Jeff Davis County, Brewster County und an den Bundesstaat Chihuahua in Mexiko. Teilflächen des Las Palomas Wildlife Management Areas liegen im County.

## Geschichte
Presidio County wurde 1850 aus Teilen des Bexar County gebildet. Benannt wurde es nach Presidio del Norte, einem Fort und Ansiedlung im 18. Jahrhundert am Südufer des Rio Grande.

## Demografische Daten

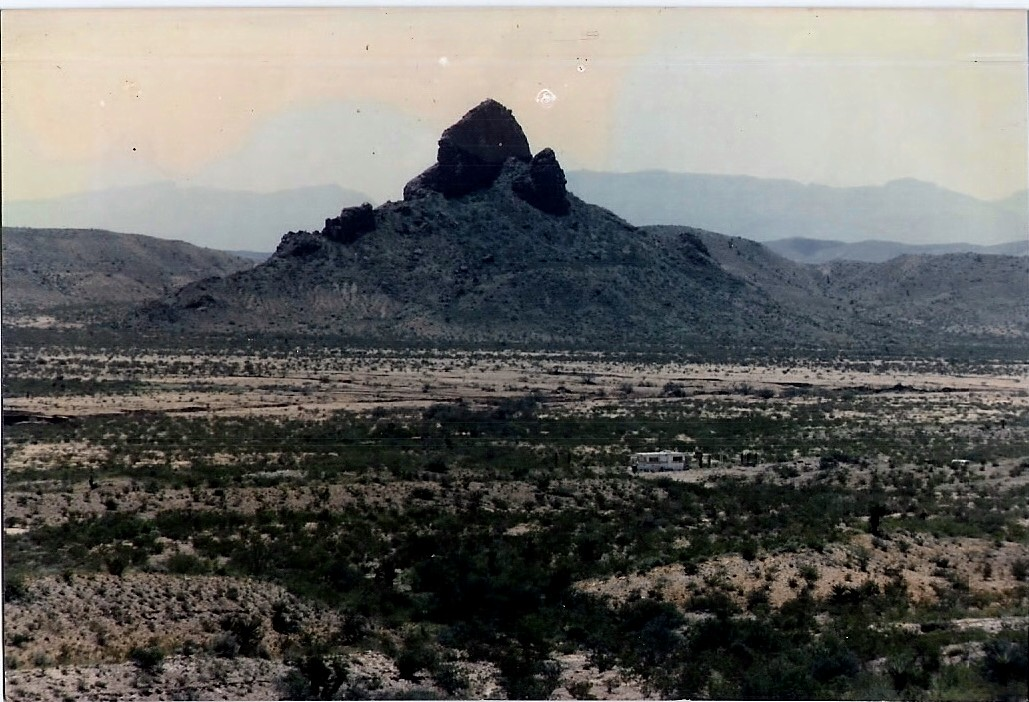
Der Needle Peak bei Presidio

Nach der Volkszählung im Jahr 2000 lebten im Presidio County 7.304 Menschen in 2.530 Haushalten und 1.864 Familien. Die Bevölkerungsdichte betrug 1 Einwohner pro Quadratkilometer. Ethnisch betrachtet setzte sich die Bevölkerung zusammen aus 84,36 Prozent Weißen, 0,27 Prozent Afroamerikanern, 0,27 Prozent amerikanischen Ureinwohnern, 0,08 Prozent Asiaten, 0,01 Prozent Bewohnern aus dem pazifischen Inselraum und 13,47 Prozent aus anderen ethnischen Gruppen; 0,93 Prozent stammten von zwei oder mehr Ethnien ab. 84,36 Prozent der Einwohner waren spanischer oder lateinamerikanischer Abstammung.
Von den 2.530 Haushalten hatten 40,4 Prozent Kinder oder Jugendliche, die mit ihnen zusammen lebten. 56,5 Prozent waren verheiratete, zusammenlebende Paare 13,6 Prozent waren allein erziehende Mütter und 26,3 Prozent waren keine Familien. 24,2 Prozent waren Singlehaushalte und in 13,2 Prozent lebten Menschen im Alter von 65 Jahren oder darüber. Die durchschnittliche Haushaltsgröße betrug 2,85 und die durchschnittliche Familiengröße betrug 3,43 Personen.
32,7 Prozent der Bevölkerung war unter 18 Jahre alt, 8,3 Prozent zwischen 18 und 24, 24,9 Prozent zwischen 25 und 44, 20,2 Prozent zwischen 45 und 64 und 13,9 Prozent waren 65 Jahre alt oder älter. Das Durchschnittsalter betrug 33 Jahre. Auf 100 weibliche Personen kamen 94,3 männliche Personen und auf 100 Frauen im Alter von 18 Jahren oder darüber kamen 92 Männer.
.
Das jährliche Durchschnittseinkommen eines Haushalts betrug 19.860 USD, das Durchschnittseinkommen einer Familie betrug 22.314 USD. Männer hatten ein Durchschnittseinkommen von 23.218 USD, Frauen 16.208 USD. Das Pro-Kopf-Einkommen betrug 9.558 USD. 32,5 Prozent der Familien und 36,4 Prozent der Einwohner lebten unterhalb der Armutsgrenze.

## Kultur und Sehenswürdigkeiten

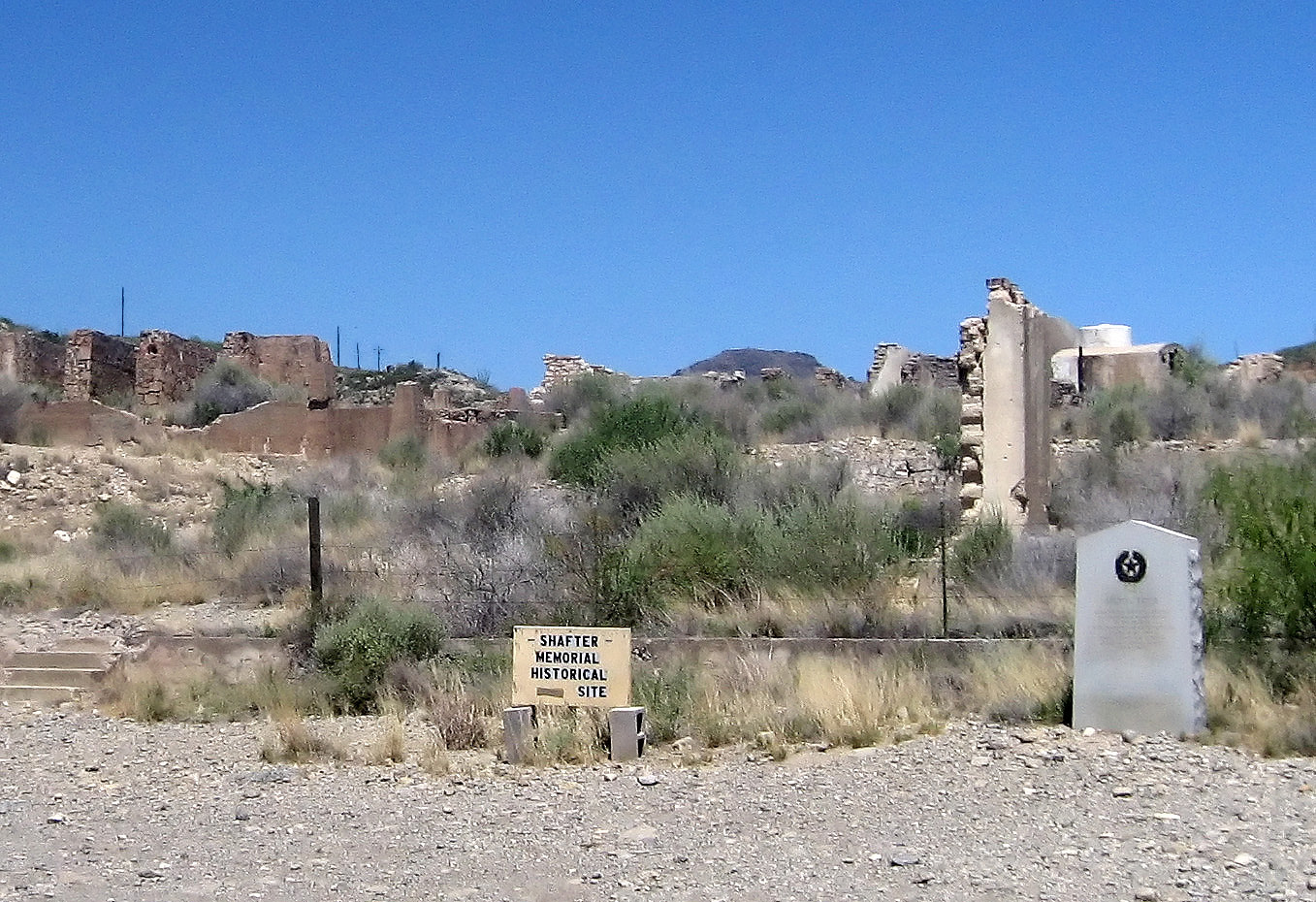
Geisterstadt im Shafter Historic Mining District. Dieser Historic District („historischer Bezirk“) ist seit Mai 1976 im NRHP eingetragen.

Zwölf Bauwerke, Bezirke und Stätten sind im National Register of Historic Places („Nationales Verzeichnis historischer Orte“; NRHP) eingetragen (Stand 30. November 2021), darunter das Presidio County Courthouse, das El Paisano Hotel und der Shafter Historic Mining District.

## Orte im County
- Candelaria
- Casa Piedra
- Fort Holland (Texas)
- Indio
- Marfa
- Nopal
- Ochoa
- Plata
- Polvo
- Presidio
- Quebec
- Redford
- Ruidosa
- Ryan
- Shafter
- Tinaja